# 28148 Fuentes
28148 Fuentes è un asteroide della fascia principale. Scoperto nel 1998, presenta un'orbita caratterizzata da un semiasse maggiore pari a 2,2911020 au e da un'eccentricità di 0,1422425, inclinata di 5,09286° rispetto all'eclittica.
L'asteroide è dedicato allo statunitense Angel Fuentes.